# 페림섬

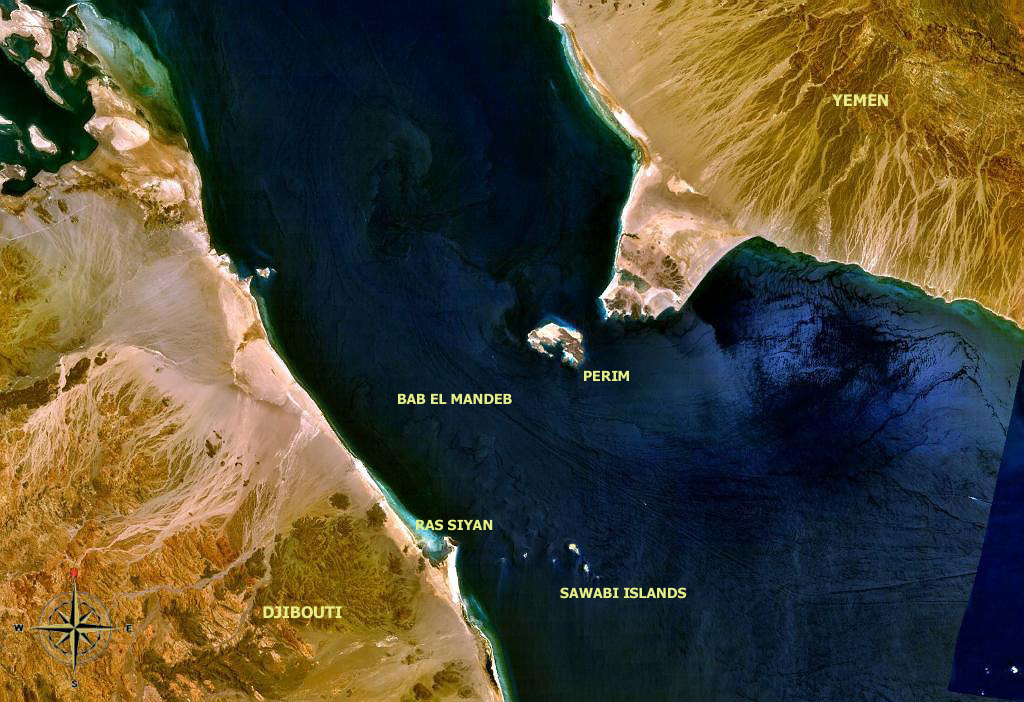
페림 섬

페림섬(아랍어: بريم)은 예멘 아덴주의 섬으로 면적은 13km2, 높이는 65m이다. 홍해 남쪽 입구의 바브엘만데브 해협에 위치한 화산섬이다.
1513년 포르투갈인이 이 섬을 방문했고 1738년 프랑스가 점령했다. 1799년 영국 동인도 회사가 이집트 침공 준비를 위해 단기간 점령했고 1857년 다시 영국이 점령했다. 1869년 이후에는 수에즈 운하를 경유하는 선박에 석탄을 공급하는 장소가 되었다. 1916년에는 오스만 제국이 이 섬을 점령하려고 했지만 실패하고 만다. 1967년 독립한 남예멘의 영토가 되었고 1990년 통일된 예멘의 영토가 되었다.